# Phytomyza brischkei
Phytomyza brischkei este o specie de muște din genul Phytomyza, familia Agromyzidae, descrisă de Friedrich Georg Hendel în anul 1922.
Este endemică în Netherlands. Conform Catalogue of Life specia Phytomyza brischkei nu are subspecii cunoscute.